# Flint (Michigan)
Flint is een stad in de Amerikaanse staat Michigan, ongeveer 100 kilometer ten noordwesten van Detroit. De stad telt ongeveer 100.000 inwoners. In 2000 had de stad nog meer dan 120.000 inwoners.

## Educatie
In Flint zijn verschillende onderwijsinstellingen voor het hoger onderwijs te vinden. Er bevindt zich een vestiging van de universiteit van Michigan. Er zijn nog enkele andere instellingen voor hoger onderwijs: Kettering University, Baker College, Davenport University, Mott Community College en Michigan State University College of Human Medicine.

## Geschiedenis
Gedurende een groot deel van de 20e eeuw was de auto-industrie van groot belang voor de economie in Flint, met name General Motors, dat hier een grote productiefaciliteit had. Aan het eind van de 20e eeuw werd dit echter veel minder. Van de 80.000 arbeidsplaatsen General Motors in 1978 had, waren er in 2010 niet meer dan 8000 over. Ook de bevolking van Flint begon af te nemen. De piek, van 200.000 inwoners, lag in de jaren 60, en in 2010 waren er nog maar zo'n 100.000 inwoners over.
Mede als gevolg van de economische en demografische neergang namen de armoede en de misdaad toe. In de jaren 80 en 90 kreeg Flint de reputatie een voorbeeld te zijn van criminaliteit en verval ten gevolge van de-industrialisatie. Volgens de statistieken van de FBI is Flint de gevaarlijkste stad van de Verenigde Staten met 100.000 of meer inwoners. In 2011 vonden er 2337 geweldsdelicten plaats per 100.000 inwoners.

### Drinkwatervoorziening
In 2014 schakelde de stad, uit kostenoverwegingen, over van Lake Huron naar de rivier de Flint voor de drinkwatervoorziening. In plaats van voorgezuiverd water uit Detroit in te kopen, ging men zelf het water zuiveren. Onder meer door onvoldoende maatregelen tegen corrosie nam het loodgehalte van het water toe tot gevaarlijke niveaus, zoals in 2015 ook bleek uit verhoogde hoeveelheden lood in het bloed van inwoners. Lood is met name schadelijk voor de ontwikkeling van het zenuwstelsel van jonge kinderen. In april 2016 was het loodgehalte lager, maar was het water nog niet veilig om te drinken zonder loodfilters te gebruiken.

## Klimaat
Flint heeft een vochtig landklimaat, Dfb in de klimaatclassificatie van Köppen. In januari is de gemiddelde temperatuur -5,8 °C, in juli is dat 21,4 °C. Jaarlijks valt er gemiddeld 769,1 mm neerslag (gegevens op basis van de meetperiode 1961-1990).

## Bekende inwoners van Flint

### Geboren in Flint
- Betty Carter (1929-1998), jazzzangeres
- Tony Burton (1937-2016), acteur en bokser
- John Sinclair (1941-2024), dichter, schrijver, radiomaker en politiek activist
- Donald McMonagle (1952), astronaut
- Michael Moore (1954), filmmaker
- Sandra Bernhard (1955), comédienne, actrice, zangeres en schrijfster
- Michael Bloomfield (1959), astronaut
- Gary Powell Nash (1964), componist, muziekpedagoog, dirigent en saxofonist
- Terry Crews (1968), acteur en footballspeler
- JaVale McGee (1988), basketbalspeler
- Kendre Berry (1991), acteur
- Rachel DiPillo (1991), actrice
- Claressa Shields (1995), boksster
- Kyle Kuzma (1995), basketbalspeler

### Overleden
- Carol Yager (1960-1994), zwaarste mens